# Bay County (Florida)
Das Bay County ist ein County im US-Bundesstaat Florida. Der Verwaltungssitz (County Seat) ist Panama City.

## Geographie
Das County hat eine Fläche von 2676 Quadratkilometern, wovon 698 Quadratkilometer Wasseroberfläche sind. Es grenzt im Uhrzeigersinn an folgende Countys: Jackson County, Calhoun County, Gulf County, Walton County und Washington County.
Das County wird vom Office of Management and Budget zu statistischen Zwecken unter dem Namen Panama City–Panama City Beach, FL Metropolitan Statistical Area geführt.

## Geschichte
Am 12. Februar 1913 trafen sich die Vertreter von 5 Städten der Saint Andrews Bay in Panama City mit dem Zweck, einen Namen für das vorgeschlagene neue County zu finden. Man einigte sich auf den Namen Bay County, da dies am kennzeichnendsten für das Territorium war.
Am 1. Juli 1913 wurde das Bay County dann aus Teilen des Washington County, Calhoun County und Walton County gebildet. Die Geburt des neuen Countys wurde im Stadtpark gebührend gefeiert. Der Stadtpark ist heute bekannt als „McKenzie Park“.
Die erste Sitzung der neuen Verwaltung fand am 10. Juli 1913 in angemieteten Räumen über der Bank von Panama City statt. Der Grundstein für das neue Gerichtsgebäude wurde im Dezember 1914 gelegt, welches 1915 fertiggestellt wurde. Am 20. Dezember 1920 wurde es durch ein starkes Feuer fast völlig vernichtet, aber wieder aufgebaut.
Teile des 1936 ausgewiesenen Nationalforstes Apalachicola National Forest erstrecken sich im County.

## Demografische Daten

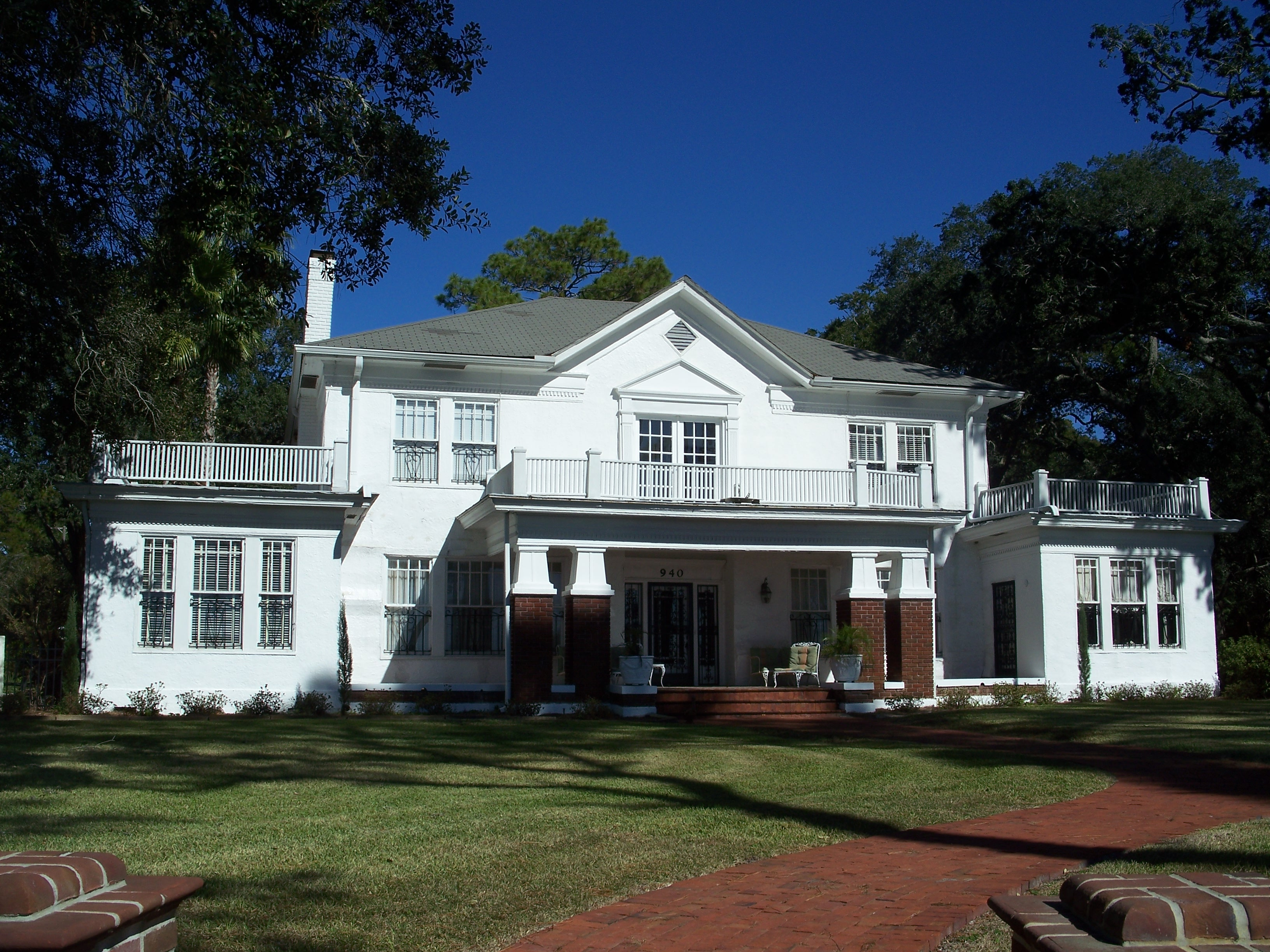
A. A. Payne-John Christo, Sr., House in Panama City, gelistet im NRHP

Nach der Volkszählung im Jahr 2010 lebten im Bay County 168.852 Menschen in 99.650 Haushalten. Die Bevölkerungsdichte betrug 85,4 Einwohner pro Quadratkilometer. Ethnisch betrachtet setzte sich die Bevölkerung zusammen aus 82,2 % Weißen, 10,8 % Afroamerikanern, 0,7 % Indianern und 2,0 % Asian Americans. 1,3 % waren Angehörige anderer Ethnien und 3,1 % verschiedener Ethnien. 4,8 % der Bevölkerung bestand aus Hispanics oder Latinos.
Im Jahr 2010 lebten in 30,6 % aller Haushalte Kinder unter 18 Jahren sowie 25,8 % aller Haushalte Personen mit mindestens 65 Jahren. 65,0 % der Haushalte waren Familienhaushalte (bestehend aus verheirateten Paaren mit oder ohne Nachkommen bzw. einem Elternteil mit Nachkomme). Die durchschnittliche Größe eines Haushalts lag bei 2,41 Personen und die durchschnittliche Familiengröße bei 2,92 Personen.
24,5 % der Bevölkerung waren jünger als 20 Jahre, 26,2 % waren 20 bis 39 Jahre alt, 28,9 % waren 40 bis 59 Jahre alt und 20,4 % waren mindestens 60 Jahre alt. Das mittlere Alter betrug 40 Jahre. 49,5 % der Bevölkerung waren männlich und 50,5 % weiblich.
Das jährliche Durchschnittseinkommen eines Haushalts betrug 47.364 USD, dabei lebten 13,3 % der Bevölkerung unter der Armutsgrenze.
Im Jahr 2010 war englisch die Muttersprache von 92,29 % der Bevölkerung, spanisch sprachen 3,37 % und 4,34 % hatten eine andere Muttersprache.

## Kultur und Sehenswürdigkeiten

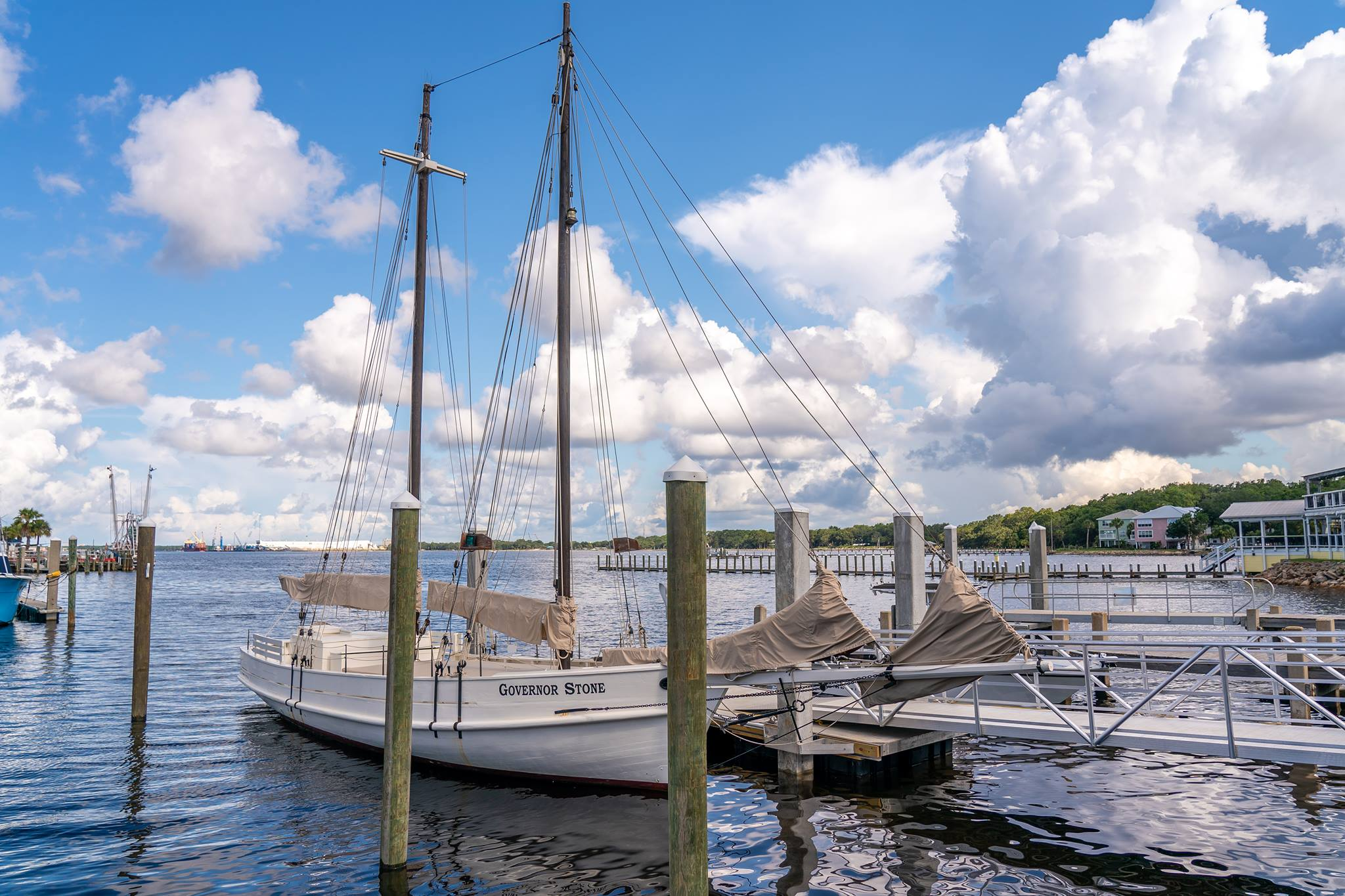
Governor Stone (2020). Dieser Schoner ging 1877 vom Stapel und wurde nach dem Gouverneur Mississippis John Marshall Stone benannt. Im Dezember 1991 wurde das Schiff, dessen Heimathafen Panama City ist, in das NRHP eingetragen. Ein Jahr später erhielt die Governor Stone den Status eines National Historic Landmarks zuerkannt.

Insgesamt sind 13 Bauwerke, Konstruktionen, Stätten und historische Bezirke (Historic Districts) im Bay County sind im National Register of Historic Places („Nationales Verzeichnis historischer Orte“; NRHP) eingetragen (Stand 14. Januar 2023), darunter hat der Schoner Governor Stone  den Status eines National Historic Landmarks („Nationales historisches Wahrzeichen“).

## Weiterführende Bildungseinrichtungen
- Florida State University in Panama City
- Gulf Coast Community College in Panama City

## Orte im Bay County
Orte im Bay County mit Einwohnerzahlen der Volkszählung von 2010:
Cities:
- Callaway – 14.405 Einwohner
- Lynn Haven – 18.493 Einwohner
- Mexico Beach – 1.072 Einwohner
- Panama City (County Seat) – 36.484 Einwohner
- Panama City Beach – 12.018 Einwohner
- Parker – 4.317 Einwohner
- Springfield – 8.903 Einwohner

Census-designated places:
- Cedar Grove – 3.397 Einwohner
- Laguna Beach – 3.932 Einwohner
- Lower Grand Lagoon – 3.881 Einwohner
- Pretty Bayou – 3.206 Einwohner
- Tyndall Air Force Base – 2.994 Einwohner
- Upper Grand Lagoon – 13.963 Einwohner

## Inseln
| - Audubon Island - Cedar Hammock - Crash Island | - Crooked Island - Goose Island - Pitts Island | - Poley Islands - Raffield Island - Shell Island |